# Ninhue
Ninhue é uma comuna da província de Ñuble, localizada na Região de Biobío, Chile. Possui uma área de 401,2 km² e uma população de 5.738 habitantes (2002).